# Monika Żur
Monika Żur (ur. 1993) – polska kolarka górska.

## Kariera
Jest wychowanką KS Luboń Skomielna Biała. Debiutowała w 2012 roku, podczas Mistrzostw Polski w Wartublach. Wywalczyła tam drugie miejsce w parze z Paulą Gorycką. Jest srebrną medalistką Mistrzostw Europy U-23 które odbyły się w 2014 roku w portugalskiej miejscowości Leira. W tym samym roku wywalczyła ponadto srebrny medal w Mistrzostwach Polski. Jest uczestniczką I Igrzysk Euriopejskich Baku 2015. W Mistrzostwach Świata juniorek 2010 zajęła 12. miejsce. W mistrzostwach Europy U-23  w 2015 roku w wyścigu cross-country zdobyła brązowy medal. Zwyciężyła w klasyfikacji indywidualnej PZKol za rok 2015 w MTB Cross Country w kategorii kobiety U23. W tym samym roku reprezentowała Polskę w I Igrzyskach Europejskich Baku 2015 – zajęła tam 9. miejsce.
Po sezonie 2016 i braku powołania na igrzyska olimpijskie 2016 w Rio de Janeiro zakończyła karierę. Miało to związek z brakiem powołania na igrzyska, na których była ostatecznie zawodniczką rezerwową. Pomimo tego faktu zawodniczka nie znalazła się na liście osób, które poleciały na miejsce zmagań. Tuż przed startem kontuzji nabawiła się Katarzyna Solus-Miśkowicz. Pomimo obecności Żur na liście rezerwowych PZKol nie wysłał jej na zawody. Po krótkim czasie zawodniczka we wpisie internetowym zapowiedziała zakończenie kariery.